# Пълнени чушки
Пълнени чушки е традиционно ястие от българската национална кухня, приготвяно чрез напълване на чушки със смес от мляно месо, ориз, зеленчуци и месо, сирене и яйце и др.
Може да се приготвя по различни технологии и с различни плънки, като се използват пресни, така и сушени чушки (прави се през зимата).
Традиционно в България чушките се пълнят със задушени предварително ориз, кромид лук, кайма и подправки, които след термична обработка се натъпкват в предварително почистените, измити и надупчени с игла чушки.
След напълването на чушките, те се нареждат в тавичка, долива се вода и се запичат във фурна. Ако към тази комбинация от плънка се добави сурово яйце (добавя се към изстинала плънка), напълнените чушки могат да бъдат приготвени в тенджера, като чушките се варят почти на пара.
След приготвянето на пълнените чушки, те могат да бъдат залети с предварително приготвен сос „бешамел“ или доматен сос, а в България често биват заливани с кисело мляко.

## Някои варианти
- Пълнени чушки с ориз и кайма
- Пълнени чушки със зеленчуци
- Пълнени сушени чушки с праз лук и ориз (традиционно коледно ястие)
- Пълнени сушени чушки с боб
- Пълнени чушки със сирене и яйца